# Emmental français est-central
El emmental français est-central es un queso emmental francés con indicación geográfica protegida a nivel europeo por el Reglamento de la Comisión n.º 1107/96. Se elabora con leche cruda de vaca, proveniente de municipios situados en: Ain, Côte-d'Or, Doubs, Isère, Jura, Alto Marne, Ródano, Alto Saona, Saona y Loira, Saboya, Alta Saboya, Vosgos y Territorio de Belfort.
Las primeras queserías que elaboraron este queso datan del siglo XIII. Se elabora con leche cruda de vaca alimentada con hierba y heno, pero no con productos fermentados. La leche se ordeña a diario. Tiene un 45% de materia grasa. Su textura es más suave que otros emmental, y su sabor resulta más afrutado.